# Leia Dongue
Leia Dongue est une basketteuse mozambicaine née le 24 mai 1991 à Maputo.

## Carrière
Elle fait partie de l'équipe du Mozambique de basket-ball féminin avec laquelle elle participe aux championnats d'Afrique de basket-ball féminin 2009, 2011, 2013, 2017, 2019 et au championnat du monde 2014,.
Elle passe deux saisons en Espagne depuis deux saisons, d'abord à Gérone, où elle est championne nationale en 2018-2019, puis à Campus Promete l'année suivante où ses moyennes de 16,2 points (57% à 2pts et 30% à 3pts) et 8 rebonds pour 18,4 d'évaluation, sont la deuxième meilleure évaluation du championnat espagnol. Pour la saison 2020-2021, elle choisit le LFB et signe à Nantes Rezé

## Clubs
- 2004–2011 : Desportivo de Maputo
- 2011–2013 : Liga Muçulmana
- 2013–2018 : Primeiro de Agosto
- 2018–2019 : Gérone
- 2019–2020 : Campus Promete
- 2020–2021: Nantes Rezé Basket
- 2022-2023 : Landerneau Bretagne Basket

## Palmarès
- Médaille d'argent du Championnat d'Afrique de basket-ball féminin 2013